# تقي الله الدنه
محمد تقيُّ الله ولد الدنّه هو لاعب كرة قدم موريتاني دولي (من مواليد 5 يونيو 1986) يلعب في خطّ هجوم نادي تفرغ زينة المنافس ضمن أندية الدوري الموريتاني الممتاز.
بدايات الدنه كانت في صفوف نادي سنيم كاصادو في الشمال الموريتاني، قبل أن ينضمّ للجار نواذيبو، ومن ثمّ ارتحل إلى نادي تفرغ زينة ليكون قد ارتدى قميص أبرز ثلاثة أندية موريتانية في العصر الحديث، واستطاع تحقيق لقب الدوري المحلّي مع الفرق الثلاثة، كلٌّ على حدة.
كما كان يلعب باستمرار لصالح منتخب موريتانيا الأول، حيث شارك معه في التصفيات الأفريقية المؤهلة لكأس العالم 2018 التي خرج فيها المرابطون من الدور الثاني على يد المنتخب التونسي، كما شارك باستمرار مع منتخب المحليين الذي كان قائداً له.